# معركة الرياس
وقعت معركة الرياس في عام 1329 ، في الرّياس بالقرب من بلدة تدعى ميرمادجينا في أرض الهوارة. وقد دارت رحاها بين قوات الخليفة الحفصي، أبو يحيى أبو بكر وجيش السلطان الزياني، أبو تاشفين الذي كان يقوده يحيى ابن موسى وعمر ابن حمزة (رئيس القبائل العربية في افريقية) وكذلك الأمير الحفصي محمد ابن أبو عمران، الذي كان واليا على طرابلس.أُعلن الأمير خليفة للحفصيين و سار الجيش شرقا.

## المعركة
بعد أن أتيح له الوقت لإعداد جنوده، شرع أبو يحيى أبو بكر في اعتراض جيش أبو تاشفين. واجه الجيشان بعضهما في الرّياس بأرض الـ الهوارة. تظاهر جيش أبو تاشفين بالتراجع لجذب جيش الحفصيين إلى الأراضي الجبلية، أين يمكنهم الاستفادة من موقعهم. انضمت وحدات عربية من جيش الحفصيين إلى الزيانيين، ممّا سهل في انتصارهم.

## النّتائج
أثناء المعركة أصيب السلطان الحفصي ، وأصبحت نساء عائلته وولديه أحمد وعمر في أيدي الزيانيين وتمّ إرسالهم إلى تلمسان . لجأ أبو يحيى إلى قسنطينة  أو عنابة . وبعد هذا الإنتصار زحف الزيانيون إلى تونس وقاموا بأحتلالها.

## أنظر أيضا
- حصار بجاية (1326-1329)
- معركة تمزيزدكت
- الاستيلاء على تونس (1329)